# Hohenzell (Oberösterreich)
Hohenzell ist eine Gemeinde mit 2337 Einwohnern (Stand 1. Jänner 2024) in Oberösterreich. Sie liegt im Bezirk Ried im Innkreis im Innviertel. Die Gemeinde liegt im Gerichtsbezirk Ried im Innkreis.

## Geografie
Hohenzell liegt östlich von Ried im Innkreis in einer Höhe von rund 500 Meter über dem Meer. Das größte Gewässer ist die Antiesen, der Süden des Gemeindegebietes wird von der Breitsach entwässert. Die Ausdehnung beträgt von Nord nach Süd 6,8 und von West nach Ost 5,7 Kilometer. Die Gesamtfläche umfasst 22,53 Quadratkilometer, davon sind elf Prozent bewaldet und beinahe achtzig Prozent werden landwirtschaftlich genutzt.

### Gemeindegliederung
Hohenzell besteht aus sieben Katastralgemeinden: Emprechting 374,00 ha, Gonetsreith 425,84 ha, Hasenzagl 151,79 ha, Hohenzell 500,10 ha, Oberham 267,17 ha, Untermauer I 364,07 ha, Wimm 170,71 ha.
Das Gemeindegebiet umfasst folgende Ortschaften (in Klammern Einwohnerzahl Stand 1. Jänner 2024):
- Aching (69)
- Aschbrechting (28) samt Thaling
- Breiningsham (49)
- Breitsach (47)
- Dürnberg (38)
- Emprechting (128)
- Engersdorf (108)
- Ficht (53)
- Gadering (101)
- Gonetsreith (439) samt Lias-Siedlung
- Hilprechting (151) samt Knittler-Siedlung
- Hohenzell (512)
- Kager (19)
- Langstadl (117) samt Schönedt
- Leisen (25) samt Aigen
- Mauler (42)
- Oberham (73) samt Oberham-Siedlung
- Oberlemberg (47) samt Reischau
- Obermauer (16)
- Plöck (66)
- Ponner (30)
- Roith (66)
- Wanger (30) samt Haid und Spitz
- Willmerting (30)
- Wöging (32)
- Wötzling (21)

### Nachbargemeinden
| Aurolzmünster                         | Peterskirchen                               |                               |
| Ried im Innkreis Neuhofen im Innkreis | Kompassrose, die auf Nachbargemeinden zeigt | Pram (GR) Geiersberg          |
| Pattigham                             | Eberschwang                                 | St. Marienkirchen am Hausruck |

## Geschichte
In der Zeit der römischen Besatzung war die Talgegend von Hohenzell bewohnt und auf den Anhöhen standen befestigte Türme. Im 6. nachchristlichen Jahrhundert wanderten Bajuwaren ein. Um 540 sandte Ruprecht von Salzburg Missionare nach Osten, die im Antiesental die Hoholtszelle errichteten. Daraus entstand später die Kirche Hohenzell. Die erste urkundliche Erwähnung stammt aus dem Jahr 1369 als Hoholtszelle.
Seit Gründung des Herzogtums Bayern war der Ort bis 1779 bayrisch und kam nach dem Frieden von Teschen mit dem Innviertel (damals „Innbaiern“) zu Österreich. Während der Napoleonischen Kriege wieder bayrisch, gehört der Ort seit 1816 nun zu Oberösterreich.
Nach dem Anschluss Österreichs an das Deutsche Reich am 13. März 1938 gehörte der Ort zum Gau Oberdonau. 1945 erfolgte die Wiederherstellung Oberösterreichs.

### Einwohnerentwicklung
1991 hatte die Gemeinde 1.870 Einwohner, 2001 dann 1.999 Einwohner. Das starke Wachstum erfolgte, da sowohl Geburtenbilanz als auch Wanderungsbilanz positiv waren. Von 2001 bis 2011 erfolgte eine leichte Abwanderung und die Geburtenrate ging zurück, sodass die Bevölkerungszahl nur leicht auf 2.044 Personen stieg.

## Kultur und Sehenswürdigkeiten

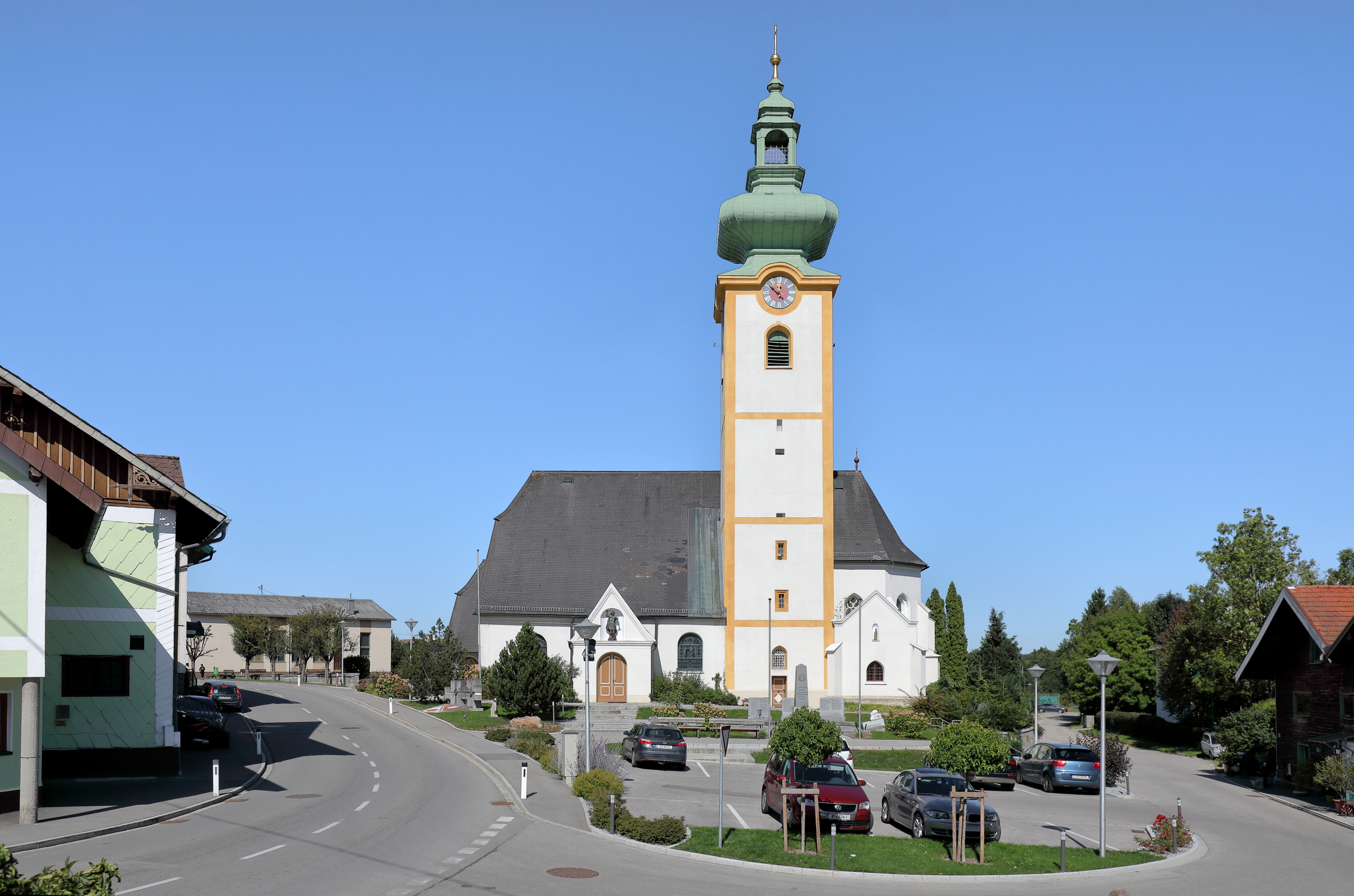
Pfarrkirche Hohenzell

- Katholische Pfarrkirche Hohenzell hl. Michael: Ursprünglich war es eine gotische Kirche mit Dachreiter. Der Glockenturm im südlichen Chorwinkel wurde zur Barockzeit errichtet und 1685 wurde südseitig eine Seitenkapelle mit einer kleinen Eingangshalle angebaut.

## Wirtschaft und Infrastruktur

### Wirtschaftssektoren
In den Jahren 1999 bis 2010 nahm die Anzahl der landwirtschaftlichen Betriebe von 112 auf 77 ab. Im Jahr 2010 bewirtschafteten 58 Haupterwerbsbauern 86 Prozent der Flächen. Im Produktionssektor gab es die meisten Beschäftigten in den Bereichen Herstellung von Waren (369) und in der Bauwirtschaft (220). Die wichtigsten Arbeitgeber im Dienstleistungssektor waren die Bereiche Handel (159) und freiberufliche Dienstleistungen (146 Mitarbeiter).
| Wirtschaftssektor            | Anzahl Betriebe | Anzahl Betriebe | Erwerbstätige | Erwerbstätige |
| Wirtschaftssektor            | 2011            | 2001            | 2011          | 2001          |
| ---------------------------- | --------------- | --------------- | ------------- | ------------- |
| Land- und Forstwirtschaft 1) | 77              | 112             | 125           | 143           |
| Produktion                   | 37              | 18              | 603           | 282           |
| Dienstleistung               | 101             | 46              | 401           | 221           |

1) Betriebe mit Fläche in den Jahren 2010 und 1999

### Arbeitsmarkt, Pendeln
Hohenzell hat mehr Einpendler als Auspendler. Von den 1028 Erwerbstätigen, die 2011 in der Gemeinde wohnten, arbeiteten 286 lokal, 742 pendelten aus. Dafür kamen 843 Menschen aus der Umgebung zur Arbeit nach Hohenzell.

### Öffentliche Einrichtungen
- In der Gemeinde Hohenzell gibt es insgesamt fünf Freiwillige Feuerwehren (FF), welche alle um die Jahrhundertwende gegründet wurden: FF Hohenzell (gegründet 1879), FF Ponner (1892), FF Breiningsham (1911), FF Engersdorf (1919) und die FF Emprechting (1921).

### Verkehr
- Eisenbahn: Der Bahnhof Ried der Innkreisbahn liegt nur wenige Kilometer westlich der Gemeinde. Von dort gibt es stündliche Verbindungen nach Wels (Stand 2021).[9]
- Straße: Die wichtigste Straßenverbindung ist die Rieder Straße B141. Die Innkreis Autobahn A8 verläuft nördlich des Gemeindegebietes.

## Politik
| Der Gemeinderat hat 19 Mitglieder. - Mit den Gemeinderats- und Bürgermeisterwahlen in Oberösterreich 2003 hatte der Gemeinderat folgende Verteilung: 16 ÖVP, 4 SPÖ, 3 FPÖ und 2 GRÜNE. - Mit den Gemeinderats- und Bürgermeisterwahlen in Oberösterreich 2009 hatte der Gemeinderat folgende Verteilung: 17 ÖVP, 3 FPÖ, 3 GRÜNE und 2 SPÖ. - Mit den Gemeinderats- und Bürgermeisterwahlen in Oberösterreich 2015 hatte der Gemeinderat folgende Verteilung: 12 ÖVP, 7 FPÖ, 4 GRÜNE und 2 SPÖ. - Mit den Gemeinderats- und Bürgermeisterwahlen in Oberösterreich 2021 hat der Gemeinderat folgende Verteilung: 11 ÖVP, 4 FPÖ, 3 GRÜNE und 1 SPÖ. | Hier fehlt eine Grafik, die leider im Moment aus technischen Gründen nicht angezeigt werden kann. Wir arbeiten daran! |

### Bürgermeister
Bürgermeister seit 1850 waren:
- 1850–1858 Josef Jetzinger
- 1858–1860 Josef Feichtinger
- 1860–1861 Stefan Paringer
- 1861–1864 Anton Poringer
- 1864–1867 Jakob Landlinger
- 1867–1870 Johann Binder
- 1870–1873 Michael Zweimiller
- 1873–1876 Johann Eder
- 1876–1879 Michael Zweimüller
- 1879–1885 Josef Haslinger
- 1885–1894 Josef Wimmer
- 1894–1897 Mathias Angleitner
- 1897–1900 Johann Freund
- 1900–1903 Josef Gruber
- 1903–1906 Johann Steingress
- 1906–1912 Josef Wöllinger
- 1912–1918 Franz Zweimüller
- 1918–1919 Franz Lindner
- 1919–1924 Josef Wöllinger
- 1924–1942 Josef Helm
- 1942–1945 Georg Lindner
- 1945–1949 Johann Poringer
- 1949–1967 Johann Pimberger
- 1967–1974 Georg Graml
- 1974–2003 Adolf Zechmeister
- 2003–2005 Josef Wöllinger
- 2005–2015 Johann Zweimüller
- seit 2015 Thomas Priewasser (ÖVP)[16]

### Wappen
Blasonierung des Gemeindewappens:
„Von Rot und Silber schräg geteilt mit zwei heraldischen Rosen in gewechselten Farben; auf der Teilungslinie ein oben silbernes, unten schwarzes Schwert.“
Die Gemeindefarben sind Grün-Weiß.

### Partnergemeinde
Partnergemeinde von Hohenzell ist Polling in Deutschland.

## Persönlichkeiten
- Josef Bauchinger (1880–1962), Bauer und Politiker
- Josef Helm (1884–1965), Bauer und Politiker
- Josef Landlinger (1919–1996), Bauer und Politiker
- Josef Kettl[18] (* 1948), Tischler und Mundart-Autor
- Wolfgang Kreuzhuber (* 18. Mai 1957), Organist, Musikwissenschaftler, seit 1982 Domorganist am Neuen Linzer Dom
- Martina Spitzer (* 1962), Theater- und Filmschauspielerin
- Michael Reisecker (* 1982), Dokumentarfilmer